# Marc Antoni Cepeda Martín
Marc Antoni Cepeda Martín, de naixement Marco Antonio Cepeda Martín, tot i que es més conegut com a Marc Cepeda (Viladecans, Baix Llobregat, 1 de juliol de 1974) és un atleta català, corredor de fons, que va competir en els 3.000 metres obstacles masculins als Jocs Olímpics d'Estiu de 2000.
Tot i que de ben jove ja el seduïen les distàncies llargues, Fali Sánchez, qui va ser entrenador de grans atletes, marxadors i fondistes catalans, li va recomanar que se centrés en els 3.000 obstacles. Especialistant-se, doncs, en la prova de 3.000 metres obstacles, l’any 2000 establí el rècord de Catalunya amb una marca de 8.14,74 min. Participà regularment en campionats d'àmbit català i estatal, però el 1998 també arribà a disputar un Campionat Iberoamericà, el 1999 un campionat Mundial, i, finalment, l'any 2000 els Jocs Olímpics de Sydney. L'any següent, el 2001, quan la seva carrera estava en plena ascensió i ja preparava uns campionats d'Europa plens d'expectatives, els metges li van diagnosticar una leucèmia. L'atleta, encara que no amb els temps excepcionals anteriors a la seva malaltia, ha continuat aconseguit marques molt bones i guanyant competicions destacades, com per exemple la tradicional carrera pedestre del 2004 organizada pel Club Atletismo Huesca, o en la Mitja Marató del Mediterrani el 2011. Aquest mateix any 2001 Cepeda va rebre el premi de la Unió de Federacions Esportives de Catalunya (UFEC) a l'esperit de superació a la festa de l'esport català. Amb el temps, però, quan es va adonar que difícilment podria recuperar el nivell del passat i que seria gairebé impossible viure de l'atletisme, Cepeda va decidir encaminar el seu futur professional cap a una altra direcció. Primer, com a policia local; després com a mosso d'esquadra.